# پاناسونیک لومیکس دی‌ام‌سی-اف‌زد۷
پاناسونیک لومیکس دی‌ام‌سی-اف‌زد۷ (به انگلیسی: Panasonic Lumix DMC-FZ7) یک دوربین عکاسی ساخت شرکت پاناسونیک است.